# Le Pouget
Le Pouget (okzitanisch Lo Poget) ist ein südfranzösischer Ort und eine Gemeinde (commune) mit 2.101 Einwohnern (Stand 1. Januar 2022) im Département Hérault in der Region Okzitanien.

## Lage und Klima
Der Ort Le Pouget liegt etwa 35 Kilometer (Fahrtstrecke) westlich von Montpellier bzw. sich ca. 45 km nordöstlich von Béziers in einer Höhe von ca. 100 m. Der Fluss Hérault verläuft ca. zwei Kilometer westlich des Ortes. Das in hohem Maße vom Mittelmeer beeinflusste Klima ist den größten Teil des Jahres mild bis warm; Regen (ca. 650 mm/Jahr) fällt überwiegend im Winterhalbjahr.

## Bevölkerungsentwicklung
| Jahr                       | 1800 | 1851 | 1901 | 1954 | 1999 | 2018 |
| Einwohner                  | 970  | 957  | 1203 | 1116 | 1347 | 2068 |
| Quellen: Cassini und INSEE |      |      |      |      |      |      |

Trotz der Reblauskrise im Weinbau und der zunehmenden Mechanisierung der Landwirtschaft ist die Zahl der Einwohner bis zum Ende des 20. Jahrhunderts in etwa konstant geblieben. Die relative Nähe zum Großraum von Montpellier hat in den ersten Jahrzehnten des 21. Jahrhunderts zu einer deutlichen Zunahme der Einwohnerzahl geführt.

## Wirtschaft
Früher spielten die zur Selbstversorgung betriebene Feldwirtschaft und die Kleintierzucht die dominierenden Rollen im Wirtschaftsleben der Gemeinde. Seit dem 19. Jahrhundert ist der Weinbau zunehmend bedeutender geworden, aber auch Obstbäume werden kultiviert.

## Geschichte
Mit Ausnahme des Dolmens von Gallardet fehlen Funde aus der Vorgeschichte und selbst aus der Römerzeit und danach. Der Ort Le Pouget entstand wahrscheinlich erst im Hochmittelalter auf einer Bergkuppe als Runddorf (circulade) mit einer Kirche im Zentrum.

## Sehenswürdigkeiten
- Die insgesamt wehrhaft wirkende einschiffige Église Saint-Jacques stammt aus der Zeit der Romanik. Die in der Zeit des Hundertjährigen Kriegs (1337–1453) hinzugefügte Fassade ist zum Teil verbaut; der Eingang befindet sich versteckt auf der Nordseite. Drei kleine Apsisfenster zeigen je zwei eingestellte Säulen und entsprechende Archivolten. Die übrigen Kirchenfenster sind vermauert. Der Fassade aufgesetzt ist ein kleiner schmiedeeiserner Glockenkäfig.[2]
- Die gotische Église de Sainte-Catherine stammt aus dem 14. Jahrhundert. Sie wurde im 19. Jahrhundert vom Architekten Béssiné im neogotischen Stil tiefgreifend modernisiert.[3]
- Auf dem Dorfplatz befindet sich ein Brunnen aus dem 17. Jahrhundert.

Umgebung
- Der Dolmen von Gallardet befindet sich etwa 1 km südwestlich des Ortes.
- Zwei ummauerte Quellen finden sich in der Nähe des Dorfes.